# Objet 187
L'Objet 187 désigne une série de prototypes de chars de combat conçu par l'Union soviétique à la fin des années 1980 dans le cadre du programme Amélioration-88 visant à concevoir une nouvelle génération de char de combat. Le développement des prototypes est interrompu en 1993, quelques mois après la mise en service du T-90 (objet 188). 

## Liste des prototypes de l'Objet 187
- 1er prototype : fabriqué durant l'été 1988, il est visuellement similaire à ce qu'allait être le T-72B obr. 1989. Le char reprend le châssis du T-72B et son moteur V-84MS de 840 ch, ainsi que sa tourelle, l''avant du char étant recouvert d'un blindage réactif explosif Kontakt-5, un système de protection active Shtora-1 est monté sur l'avant de la tourelle, cette dernière est armée d'un canon 2A46M de 125 mm. L'engin parcourt plus de 3 000 km avant d'être modifié pour devenir le troisième prototype de l'Objet 187.

- 2e prototype : similaire au premier prototype mais possédant un moteur V-85 (KD-34) de 1 000 ch conçu par l'usine de moteurs de Barnaoul (BZTM). L'engin parcourt plus de 1 800 km avant d'être reclassé comme cible sur polygone de tir.

- 3e prototype : conçu à partir du 1er prototype, il est reconnaissable par sa tourelle mécanosoudée de forme hexagonale. La partie arrière du toit de cette dernière possède un orifice de fixation pour un schnorchel. L'épiscope du pilote est supprimé, sa trappe est reculée et incorpore trois épiscopes. Le poste du pilote est aussi revu, son siège est incliné vers l'arrière et il conduit désormais le char dans une position plus allongée. Un groupe auxiliaire de puissance est monté sur le déport de caisse, au-dessus du barbotin de la chenille droite. Le char possède des chenilles à connecteurs UMSh et des amortisseurs hydrauliques supplémentaires sur la cinquième paire de galet de roulement. Au cours des essais, le moteur V-85 est remplacé par le groupe motopropulseur du T-80U, intégrant notamment le turbomoteur GTD-1250 développant 1 250 ch. Le 14 août 1994, le troisième prototype, remotorisé avec un turbomoteur GTD-1500 de 1 500 ch, effectue des tours de piste sur le terrain d'essais d'Uralvagonzavod.

- 4e prototype : testé à partir du mois de juillet 1990, ce prototype possède une nouvelle tourelle mécanosoudée, dont l'arrière a été agrandi. Elle est montée sur un chemin de roulement élargi qui déborde légèrement des flancs de la caisse. Le char est armé du prototype de canon 2A66 (D-91T), ce dernier tire des munitions de 125 mm plus puissantes et plus encombrantes que celles du 2A46 et est par conséquent doté d'un frein de bouche. Le carrousel du système de chargement automatique possède un diamètre plus important, son installation a nécessité des découpes rectangulaires dans les flancs de la caisse, qui sont recouvertes par des tôles de blindage. Une  sonde aérologique est montée sur le toit de la tourelle. Des tuiles de blindage réactif explosif Malachit[2], incorporant des plaques en titane, sont montées sur les coins avant de la tourelle et sur le glacis. Ce prototype possède un moteur diesel A-85-2 de 1 200 ch ayant la particularité d'avoir ses cylindres disposés en « X » afin de limiter son encombrement. Dans le compartiment moteur, l'ancien ventilateur centrifuge est remplacé par deux ventilateurs plus petits et les pots d'échappement sont relocalisés à l'arrière du compartiment moteur. Des bandes en caoutchouc sont montées autour des galets de roulement et des rouleaux porteurs. Le quatrième prototype est le premier char soviétique à incorporer de la vétronique sous la forme de systèmes de diagnostic embarqués. Au cours de ses essais, le 4e prototype parcourt plus de 12 000 km et tire par moins de 180 obus de 125 mm.

- 5e prototype : ce prototype est testé entre les mois d'avril 1992 et janvier 1993. Il possède un châssis rallongé dont l'avant a été revu. L'avant de la caisse possède également des points de fixation TBS-86 pour une lame bulldozer et ses tuiles du blindage réactif explosif Malachit renferment désormais des plaques en acier. Les deux épiscopes latéraux du pilote sont déplacées derrière la trappe d'accès au poste du pilote. Le pilotage du char est plus aisé grâce au remplacement des leviers de direction par un guidon couplé à une nouvelle boîte de mécanismes incorporant une boîte de vitesses automatique à convertisseur de couple. Son train de roulement possède de nouveaux galets de roulement qui sont protégés par des jupes latérales en caoutchouc doublées de grilles de protection statistiques. Le chef de char possède un viseur périscopique Agat-M monté sur son tourelleau tandis que le tireur dispose d'un viseur périscopique Agava-2 intégrant une caméra thermique, ce dernier est couplé à la conduite de tir automatique 1A45 Irtysh ayant la capacité de tirer le missile guidé antichar tiré par canon 9M125 Anker. Au cours de ses essais, le 5e prototype parcourt plus de 6 400 km et compte un total de 370 heures de fonctionnement.

- 6e prototype : ce modèle est semblable au 5e prototype à l'exception de son châssis rallongé et de la ré-installation d'un canon 2A46M de 125 mm. Le chef de char possède un viseur périscopique T01-K04A Agat monté sur son tourelleau tandis que le tireur dispose d'un viseur Buran-M à amplification de lumière résiduelle pour le tir de nuit. Au cours de ses essais, le 6e prototype parcourt plus de 10 000 km et compte un total de 500 heures de fonctionnement.